# November 13.
November 13. az év 317. (szökőévben 318.) napja a Gergely-naptár szerint. Az évből még 48 nap van hátra.
Névnapok: Szilvia + Arkád, Árkád, Bulcsú, Ené, Éne, Enéh, Enese, Enet, Eugén, Gellén, Jenő, Kilény, Kilián, Megyer, Miklós, Nikolasz, Perenna, Szaniszló, Szolón

## Események
- 1400 – IX. Bonifác pápa megerősíti kegyúri jogaiban a Széchy családot a szentgotthárdi apátságban.
- 1551 – Fráter György bíboros és Castaldo császári tábornok vezetésével a magyar hadak visszafoglalják a töröktől Lippa várát.
- 1618 – Az arminiánusok összehívják a  dorti (dortrechti) nemzeti zsinatot.
- 1844 – Magyarországon a latin helyett a magyar nyelv lesz a hivatalos.
- 1851 – Megindul a távírószolgáltatás London és Párizs között.
- 1855 – Érvénytelenítik a jozefinista reformokat Ausztriában, a római katolikus egyház visszanyeri feudális államegyház-pozícióinak egy részét az Osztrák Császárságban.
- 1907 – Felszáll az első helikopter Normandiában.
- 1918 – IV. Károly magyar király (I. Károly néven osztrák császár) a Bécs melletti Eckartsau vadászkastélyban írt levelében lemond a magyar államügyekben való részvételéről, Magyarország trónjáról azonban nem. Felesége, Zita királyné kijelenti, hogy „egy uralkodó nem mondhat le, csak megfosztható trónjától”.
- 1918 – A belgrádi katonai konvención a magyar kormány és az antant balkáni haderőinek képviselői Belgrádban aláírják a 18 pontos fegyverszüneti egyezményt.
- 1924 – Az Egységes Pártból előző év nyarán kilépett képviselők Gömbös Gyula vezetésével megalakítják a Magyar Nemzeti Függetlenségi (fajvédő) Pártot.
- 1938 – Kihirdetik az 1938:XXXIV. törvénycikket a Magyarországhoz visszacsatolt felvidéki területeknek az országgal való egyesítéséről.
- 1941 – A Földközi-tengeren torpedótalálat következtében elsüllyed a brit Ark Royal repülőgép-hordozó.
- 1945 – Megalakul a francia ideiglenes kormány De Gaulle tábornok vezetésével.
- 1945 – Etiópia és Panama az ENSZ tagja lesz.
- 1957 – A Legfelsőbb Bíróság ítéletet hirdet a Nagy Íróper-ben: Déry Tibort 9 év, Háy Gyulát 6 év, Zelk Zoltánt 3 év és Tardos Tibort 1,5 év börtönbüntetésre ítélik.
- 1968 – Az angliai mozikban bemutatják a Beatles animációs filmjét, a „Yellow Submarine”-t.
- 1971 – Megérkezik a Marshoz a Mariner–9, a NASA Mariner-programjának a kilencedik űrszondája, és a Mars első műholdja.
- 1974 – Jasszer Arafat, a Palesztinai Felszabadítási Szervezet (PFSZ) vezetője New Yorkban az ENSZ Közgyűlése előtt követeli, hogy a Palesztina brit mandátumterületén alapítsanak új államot, amelyben keresztények, muzulmánok és zsidók együtt élhetnek.
- 1977 – Szomália felmondja együttműködési szerződését a Szovjetunióval.
- 1979 – Az USA egyházait tömörítő társadalmi szervezet ebben az évben Lékai László bíboros, esztergomi érseknek adományozza a „Lelkiismeret Embere” Díját.
- 1980 – A második olajválság kezdete, amely az világpiaci árak folyamatos emelkedését, az import adminisztratív korlátozását és a hitelfelvételek növekedését eredményezi.
- 1983 – Észak-Ciprus önhatalmúlag, függetlenségi nyilatkozatban rendelkezik a függetlenségéről, amelyet Rauf Denktaş elnök jelent be.
- 1988 – Megalakul a Szabad Demokraták Szövetsége, a Szabad Kezdeményezések Hálózatából.
- 1989 – Az MDF a november 26-i ún. „négyigenes” népszavazás bojkottálására szólít fel.
- 1990 – Elkészül az első ismert World Wide Web oldal (Sir Tim Berners-Lee Genfben, a CERN magkutató központban fejlesztette ki a világ első webböngésző programját).
- 1994 – Népszavazás erősíti meg Svédország csatlakozását az Európai Unióhoz.
- 1997 – Magyarországon megalakul az Országos Igazságszolgáltatási Tanács.
- 1998 – Bill Clinton beleegyezik abba, hogy 850 000 dollárt fizet Paula Jonesnak azért, hogy ejtse a szexuális zaklatás vádját
- 1998 – A brazil gazdaság összeomlását nemzetközi összefogással sikerül megakadályozni egy, összesen 41 milliárd dolláros hitelcsomag segítségével
- 2001 – Az Európai Bizottság közzéteszi a csatlakozni kívánó államokat elemző 2001. évi jelentéseit, Magyarország a csatlakozásra várók között a 10 legfelkészültebb ország egyike, és 2002 végére befejezheti a csatlakozási tárgyalásokat.
- 2002 – Irak elfogadta a Biztonsági Tanács 1441.-es határozatát, mely felszólítja Irakot az azonnali lefegyverzésre, és a tiltott fegyverek megsemmisítésére. Iraknak biztosítania kell, hogy az ENSZ UNMOVIC, valamint a Nemzetközi Atomenergia-ügynökség munkatársai teljes körű ellenőrzést végezhessenek az iraki nukleáris berendezésekben és a hozzá kapcsolódó infrastrukturális létesítményekben.
- 2007 – A pakisztáni hatóságok elrendelik Benazír Bhutto, volt kormányfő hétnapos házi őrizetét, arra hivatkozva, hogy tudomásuk van egy, a politikus elleni merénylet-kísérletről.
- 2007 – Lemond Franz Müntefering német szociáldemokrata (SPD) alkancellár, munkaügyi miniszter.
- 2015 – Géppisztollyal felfegyverkezett terroristák megtervezett akció keretében Párizs különböző pontjain ártatlanokra lövöldöznek, és robbantást hajtanak végre forgalmas helyeken.

## Sportesemények
Formula–1
- 1988 –  ausztrál nagydíj, Adelaide - Győztes: Alain Prost  (McLaren Honda Turbo)
- 1994 –  ausztrál nagydíj, Adelaide - Győztes: Nigel Mansell  (Williams Renault)
- 2011 –  abu-dzabi nagydíj, Yas Island - Győztes: Lewis Hamilton   (McLaren-Mercedes)
- 2016 –  brazil nagydíj, Autódromo José Carlos Pace - Győztes: Lewis Hamilton   (Mercedes)

## Születések
- 354 – Hippói Szent Ágoston (Aurelius Augustinus) püspök, egyházatya, filozófus († 430)
- 1312 – III. Eduárd angol király († 1377)
- 1673 – Bossányi András magyar  bölcsész, jezsuita rendi tanár († 1739)
- 1713 – Michael Bertleff (Bertlef Mihály) magyar evangélikus lelkész († 1788)
- 1715 – Dorothea Erxleben az első német orvosnő († 1762)
- 1788 – Friedrich Fabini magyar orvosdoktor († 1864)
- 1801 – Erzsébet Ludovika porosz királyné († 1873)
- 1818 – Magyar László földrajzi felfedező, Afrika-kutató († 1864)
- 1850 – Robert Louis Stevenson skót író († 1894)
- 1854 – George Whitefield Chadwick amerikai zeneszerző († 1931)
- 1875
  - Klebelsberg Kuno magyar kultúr- és tudománypolitikus, kultuszminiszter († 1932)
  - Borsos József királyi ügyész, a Szolnoki Királyi Ügyészség elnöke († 1938 után)
- 1885 – Luby Margit magyar néprajzkutató, tanár († 1976)
- 1893 – Edward Adelbert Doisy Nobel-díjas amerikai biokémikus († 1986)
- 1894 – Göllner Mária magyar művelődéstörténész, antropozófus, a magyarországi Waldorf-pedagógia megteremtője († 1982)
- 1895 – Bernáth Aurél Kossuth- és Munkácsy Mihály-díjas magyar festő († 1982)
- 1906 – Papp Elemér vegyészmérnök, címzetes egyetemi tanár († 1974).
- 1907 – Szollás László magyar világbajnok műkorcsolyázó, orvos († 1980)
- 1914
  - Alberto Lattuada olasz filmrendező, forgatókönyvíró, színész,  producer († 2005)
  - Határ Győző Kossuth-díjas magyar író († 2006)
  - Bertalan Károly magyar geológus, barlangkutató († 1978)
- 1918 – Kardos László Kossuth-díjas magyar néprajzkutató, művelődéspolitikus († 1980)
- 1918 – Jack Elam amerikai színész († 2003)
- 1920
  - Pankotay István magyar színész, színigazgató, a Móricz Zsigmond Színház örökös tagja († 1992)
  - Asztalos Lajos magyar gépészmérnök, politikus († 1983)
- 1922 – Oskar Werner osztrák színész († 1984)
- 1934 – Garry Marshall amerikai rendező, producer († 2016)
- 1938 – Jean Seberg amerikai színésznő († 1979)
- 1947 – Joe Mantegna amerikai színész
- 1949 – Terry Reid angol énekes, gitáros, dalszerző
- 1951 – Gurbán Miklós Balázs Béla-díjas magyar operatőr
- 1955 – Whoopi Goldberg Oscar-díjas amerikai színésznő
- 1957 – Stephen Baxter angol sci-fi-szerző
- 1958 – Anita Skorgan norvég énekesnő és dalszerző
- 1960 – Sz. Nagy Ildikó magyar színésznő
- 1966 – Rancsó Dezső magyar színész
- 1967 – Steve Zahn amerikai színész, komikus
- 1972 – Takuya Kimura japán színész, a SMAP együttes tagja
- 1973 – Jordan Bridges amerikai színész
- 1974 – Szergej Nyikolajevics Rjazanszkij orosz biokémikus, űrhajós
- 1975 – Szabó Zita magyar atléta
- 1980 – Gombai-Nagy András színész, bábszínész, énekes
- 1982 – Anton Fokin üzbég tornász
- 1982 – Koda Kumi (倖田來未) japán popénekesnő
- 1986 – Decsi Edit magyar színésznő
- 1986 – Dénes Viktor magyar színész, rendező
- 1993 – Koller Krisztián magyar színész
- 1999 – Lando Norris brit autóversenyző

## Halálozások
- 867 – I. Nagy Miklós pápa (* 820 körül)
- 1460 – Tengerész Henrik (1394 portugál herceg, a nagy felfedezések korának egyik legfontosabb személyisége  (* 1394)
- 1752 – Szörényi László szerémi püspök  (* 1670)
- 1794 – Bánffy Farkas magyar író (* 1724)
- 1862 – Ludwig Uhland német költő  (* 1787)
- 1868 – Gioachino Rossini olasz zeneszerző (* 1792)
- 1877 – Hugó Károly magyar drámaíró (* 1808)
- 1887 – Bakody Árpád magyar orvos (* 1858)
- 1887 – Bruck Pál magyar orvos (* 1860)
- 1891 – Csonka Ferenc  magyar református lelkész, esperes (* 1822)
- 1903 – Camille Pissarro francia impresszionista festő  (* 1830)
- 1910 – Oetl Antal magyar vasöntő, gyáros, vasöntöde- és gépgyáralapító (* 1837)
- 1953 – Németh Andor magyar író, kritikus, szerkesztő (* 1891)
- 1965 – Zadravecz István magyar ferences szerzetes, tábori püspök (* 1884)
- 1970 – Házi Árpád magyar szabómunkás, politikus  (* 1908)
- 1970 – Boldogfai Farkas Sándor szobrász (* 1907)
- 1972 – Kádár Imre magyar költő, író, műfordító, szerkesztő, rendező, színigazgató, az Erdélyi Szépmíves Céh egyik alapítója (* 1894)
- 1973 – Lila Lee amerikai színésznő (* 1901)
- 1974 – Vittorio De Sica olasz neorealista filmrendező, színész (* 1901)
- 1975 – Tóth Miklós magyar író, újságíró, színpadi szerző, forgatókönyvíró (* 1904)
- 1976 – Rotschild Klára magyar divattervező a Clara Rotschild divatszalon tulajdonosa (* 1903)
- 1977 – Egri Csaba magyar író, műfordító (* 1945)
- 1980 – Kőmíves Sándor magyar színész, érdemes és kiváló művész (* 1897)
- 1986 – Franco Cortese olasz autóversenyző (* 1903)
- 1988 – Doráti Antal (er. Deutsch), magyar származású karmester, zeneszerző (* 1906)

## Nemzeti ünnepek, emléknapok, világnapok
→Sablonvita:Ünnepek/11-13:
- a kedvesség világnapja[1]

- a magyar nyelv napja annak emlékére, hogy 1844-ben e napon fogadták el a magyart  hivatalos nyelvvé tevő törvényt[2]
- Aranyszájú Szent János emléknapja az ortodox keresztény egyházban[3]
- magyar szentek és boldogok emléknapja a katolikus egyházban[4]
- Kosztka Szent Szaniszló  lengyel jezsuita novícius, Lengyelország védőszentjének emléknapja a katolikus egyházban[5]